# Thanasi Kokkinakis
Athanasios Kokkinakis (Adelaida, 10 de abril de 1996) es un tenista australiano de ascendencia griega que compite como profesional desde 2013. Cerró el año 2023 en el puesto número 65 en la clasificación de la ATP en individuales siendo su mejor posición en su carrera, mientras que el 1 de agosto de 2022 llegó al puesto número 24 en dobles. Ha ganado un título ATP de singles y tres títulos de la categoría ATP Challenger Tour en modalidad de dobles y cuatro a nivel individual, entre ellos el Challenger de Burdeos de 2015.

## Biografía
Kokkinakis nació el 10 de abril de 1996 en Adelaida. Su padre, Trevor, es ingeniero, mientras que su madre, Voula, es ama de casa. Tiene un hermano llamado Panayoti y una hermana llamada Christina. Influenciado por su hermano, comenzó a jugar al tenis a los siete años. Es entrenado por Todd Langman y Joel Karley.

## Trayectoria

### 2013-2014
Kokkinakis llegó a la final del Abierto de Australia de 2013 en la categoría junior, pero fue derrotado por Nick Kyrgios en dos sets (7-6 y 6-3). Un día antes de jugar el último partido del torneo, el australiano confirmó que se había lesionado la espalda. Recibió una tarjeta de invitación para la clasificación del Abierto de Australia, pero perdió el primer partido ante Steve Johnson en tres sets.
Junto con Nick Kyrgios, ganó el Campeonato de Wimbledon junior en modalidad de dobles, luego de que ambos derrotaran en la final a Enzo Couacaud y Stefano Napolitano por 6-2 y 6-3. En septiembre, llegó hasta la final del Abierto de Estados Unidos junior donde perdió con Borna Ćorić por 6-3, 3-6 y 1-6. Debido a una lesión en la espalda sufrida en la final de la competición, Kokkinakis quedó fuera de competencia hasta mediados de año. Ganó su primer título challenger en octubre de ese año. Junto a su compatriota Benjamin Mitchell, ganó el Melbourne Challenger en dobles, derrotando en la final a Alex Perno y Andrew Whittington.
Kokkinakis inició la temporada 2014 ganando sus tres juegos en la fase previa de calificación en el Torneo de Brisbane, pero en primera ronda perdió con el eventual campeón del torneo, Lleyton Hewitt, en sets corridos (3-6, 5-7). En enero fue invitado por primera vez para jugar un torneo de Grand Slam, el Abierto de Australia en Melbourne, país al que representa a pesar de su origen griego. En la primera ronda derrotó a Igor Sijsling por 7-6, 0-6, 7-6 y 6-2, accediendo con diecisiete años a la segunda ronda, donde fue derrotado por el entonces número uno del ranking, Rafael Nadal, por 2-6, 4-6 y 2-6. Después de esto, representó a Australia por primera vez en la Copa Davis, donde perdió su primer partido individual en el cuarto juego contra Julien Benneteau por 4-6 y 1-6. Posteriormente intentó clasificarse al Torneo de Róterdam, pero perdió en la primera ronda de clasificación. Recibió una invitación para el cuadro principal del Torneo de Marsella, donde cayó derrotado en primera ronda contra Blaz Kavcic por 4-6 y 2-6. Después de esto, Kokkinakis intentó clasificarse al Torneo de Acapulco y Masters de Indian Wells pero no consiguió disputar ninguno de estos.

### 2010-2014
En el Torneo de Brisbane, Kokkinakis derrotó a Julien Benneteau por 6-4 y 6-3 para alcanzar la segunda ronda, donde fue eliminado por Bernard Tomic en dos sets (6-7 y 1-6). En dobles, llegó hasta las semifinales de la competición junto a Grigor Dimitrov. En el Abierto de Australia, derrotó a Ernests Gulbis en la primera ronda. En el segundo encuentro, cayó eliminado ante su compatriota Samuel Groth en cinco sets (6-3, 3-6, 5-7, 6-3 y 1-6). En la Copa Davis venció a Lukáš Rosol después de estar dos sets abajo (4-6, 2-6, 7-5, 7-5 y 6-3). En las semifinales de la competición, donde Australia se enfrentó a Gran Bretaña, Kokkinakis perdió el primer partido de la serie ante Andy Murray por 6-3, 6-0 y 6-3.

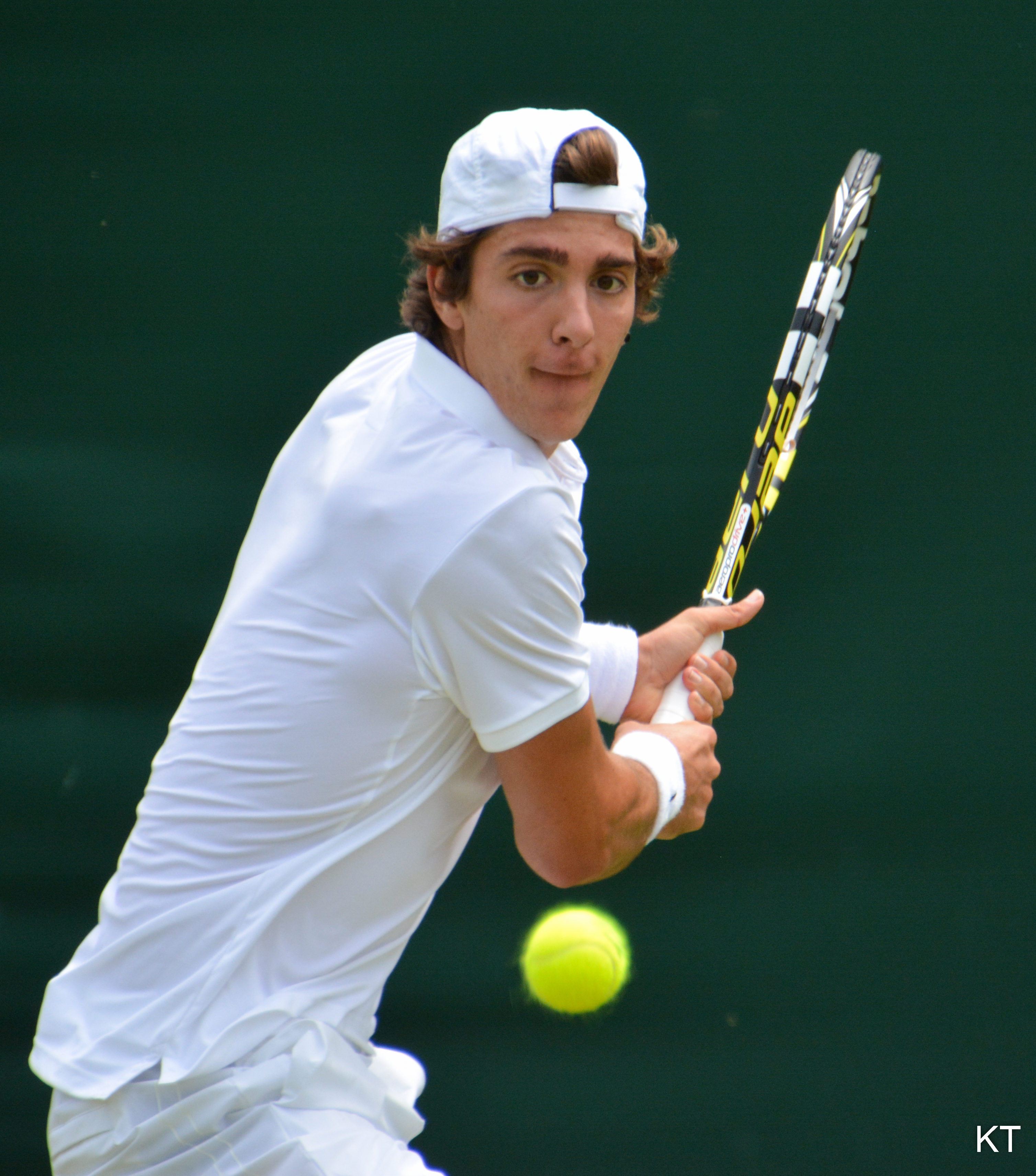
Kokkinakis jugando en Wimbledon 2015, donde cayó en la primera ronda

El siguiente torneo en el que tomó parte fue el Masters de Indian Wells, donde llegó hasta la cuarta ronda, perdiendo contra Bernard Tomic por 4-6, 6-4 y 4-6. Kokkinakis había eliminado a Guillermo García-López y Juan Mónaco a lo largo del torneo. En modalidad de dobles, llegó hasta la segunda ronda junto a Andy Murray. Kokkinakis ganó el Challenger de Burdeos y clasificó al Torneo de Roland Garros. Tras superar a Nikoloz Basilashvili y Bernard Tomic, fue eliminado en la tercera ronda por Novak Djokovic en tres sets (6-4, 6-4 y 6-4). En dobles alcanzó la segunda ronda junto a Lucas Pouille. En Wimbledon fue eliminado por Leonardo Mayer en primera ronda (7-6, 7-6 y 6-4). De igual manera, en el Abierto de Estados Unidos no logró superar la primera ronda, donde se retiró ante Richard Gasquet tras ganar los dos primeros sets.
Debido a una lesión en el hombro, en 2016 no jugó el Abierto de Australia. Su primer partido de la temporada fue en los Juegos Olímpicos de Río de Janeiro, donde quedó eliminado en primera ronda después de perder ante Gastão Elias por doble 7-6. Debido a un desgarro en un pectoral, no pudo disputar el Abierto de Estados Unidos. Tras pasar quince meses fuera del circuito, en 2017 jugó el Torneo de Sídney. Junto a Jordan Thompson, ganó el Torneo de Brisbane después de superar a Gilles Muller y Sam Querrey en la final por 7-6 y 6-4. El 13 de enero, Kokkinakis confirmó mediante su cuenta de Twitter que no jugaría el Abierto de Australia debido a problemas físicos. En la primera ronda de Roland Garros, perdió con Kei Nishikori por 6-4, 1-6, 4-6 y 4-6. Su siguiente presentación fue en el Torneo de Queen's Club, donde derrotó a Milos Raonic pero fue eliminado por Daniil Medvedev por doble 6-2.
En el siguiente Grand Slam, Wimbledon, fue eliminado en el primer partido a manos de Juan Martín del Potro por 6-3, 3-6, 7-6 y 6-4. El australiano llegó a la final del Torneo de Los Cabos, donde perdió con Sam Querrey en tres sets (6-3, 3-6 y 6-2). En el Abierto de Estados Unidos cayó en primera ronda tras perder con Janko Tipsarević por 7-6, 6-3, 1-6, 6-7 y 3-6. En septiembre formó parte del equipo «Resto del mundo» en la Laver Cup.

### 2018

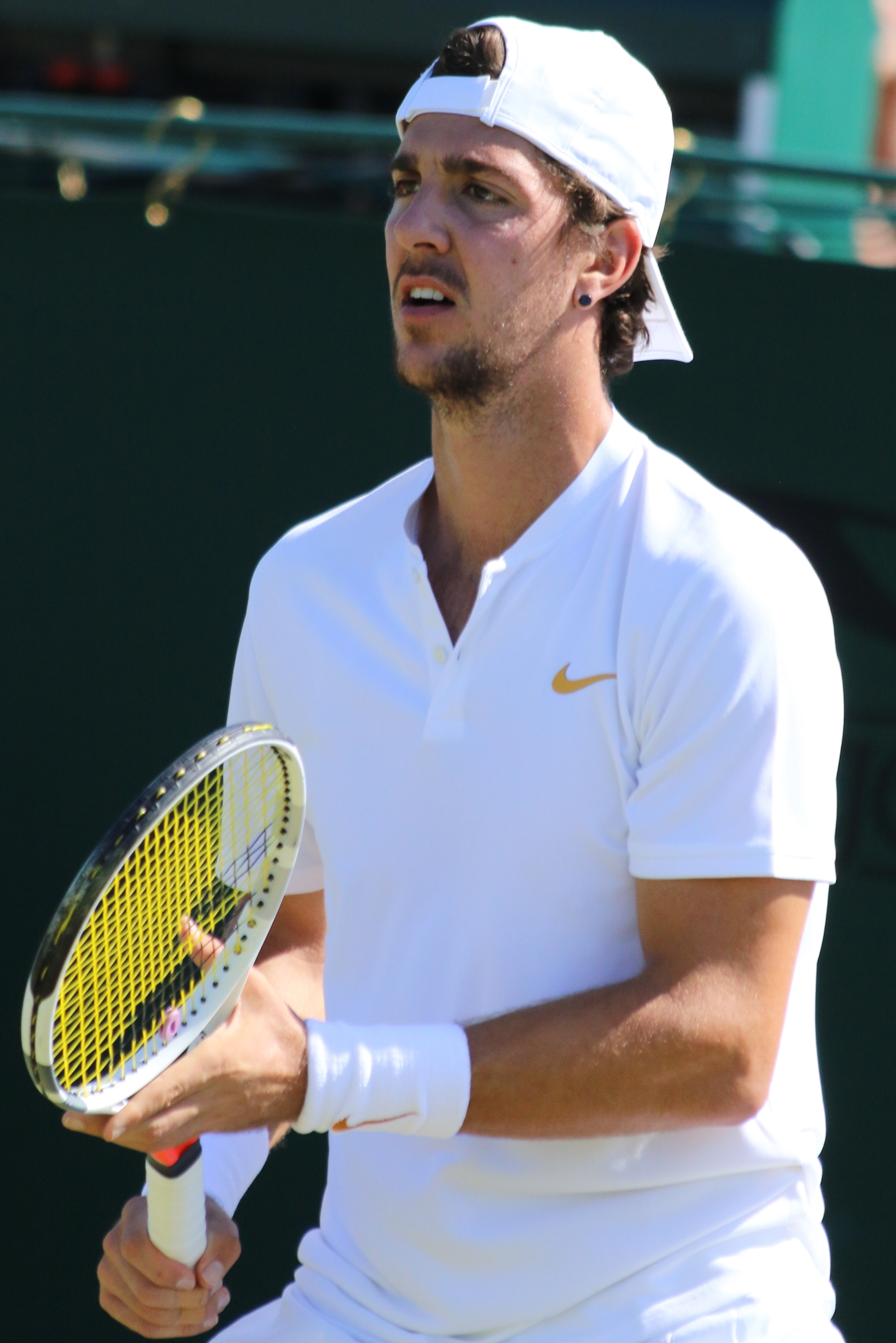
Kokkinakis disputando la clasificación al Campeonato de Wimbledon de 2018

Kokkinakis comenzó la temporada 2018 representando a Australia en la Copa Hoffman, disputada en la ciudad de Perth. El equipo australiano integró el grupo A junto con Alemania, Bélgica y Canadá. En el primer partido, derrotó al canadiense Vasek Pospisil por 6-4, 3-6 y 6-3 y le dio la primera victoria a Australia en individuales masculinos. En el encuentro contra los alemanes, donde venció a Alexander Zverev por 5-7, 7-6 y 6-4, realizó diecisiete aces. No obstante, en dobles mixtos Kokkinakis y Daria Gavrilova perdieron con Zverev y Angelique Kerber por 4-1, 1-4 y 3-4 y quedaron eliminados del torneo. Kokkinakis accedió al Abierto de Australia gracias a una tarjeta de invitación. En la primera ronda perdió frente a Daniil Medvedev por 6-2, 6-7, 7-6 y 6-4. A lo largo del partido, fue asistido por los médicos en la pantorrilla y el hombro.
En el Challenger de Morelos llegó hasta la semifinal, donde se retiró sin jugar debido a una torcedura de tobillo que se hizo en el encuentro contra Andrej Martin. Fue invitado para disputar el Torneo de Acapulco, donde cayó en segunda ronda frente a Feliciano López por 6-3 y 6-4. Perdió su primer partido por la clasificación al Masters de Indian Wells con Marcos Baghdatis por 6-1 y 6-3. Recibió una tarjeta de invitación para jugar el Masters de Miami. En el primer encuentro por la clasificación al torneo, derrotó a Thiago Monteiro por 6-2 y 6-3. En el segundo partido de la fase previa, Kokkinakis derrotó a Taro Daniel por doble 7-5 y accedió a la competición. En la primera ronda, venció a Calvin Hemery por 6-1 y 6-2. En la segunda ronda, derrotó por 3-6, 6-3 y 7-6 al número uno del ranking ATP, Roger Federer. Fue eliminado por Fernando Verdasco en la tercera ronda, en un encuentro a tres sets que duró casi dos horas. En la primera ronda del Masters de Montecarlo, perdió 7-5 y 6-4 con Karén Jachánov. Kokkinakis sufrió una lesión en el primer set. En el primer partido por la clasificación al Torneo de Roland Garros derrotó a Jaimee Floyd Angele por 1-6, 6-3 y 6-1. Sin embargo, no logró clasificar a la fase final de la competición tras perder en la segunda ronda con Jurgen Zopp por 7-6, 1-6 y 2-6.
En la primera ronda del Challenger de Surbiton, perdió con Yuki Bhambri, número 93 de la clasificación ATP, por 6-4 y 7-6. No logró clasificar al Torneo de Queen's Club tras ser derrotado 6-2, 4-6 y 3-6 por Tim Smyczek. Tampoco accedió a la fase final de Wimbledon tras perder en cuatro mangas con Alex Bolt en la tercera ronda clasificatoria. En julio, perdió en la primera ronda del Torneo de Atlanta ante Noah Rubin por 6-3 y 6-4. En Los Cabos fue vencido por Taylor Fritz en el primer encuentro por doble 7-6. En modalidad de dobles hizo equipo con Fritz, con el que llegó hasta la final del torneo, en la que fueron vencidos por Marcelo Arévalo y Miguel Ángel Reyes Varela en un doble 6-4. Después de esto, el australiano se presentó en el Challenger de Aptos, que ganó tras derrotar en la final a Lloyd Harris por 6-2 y 6-3. De la misma manera, se coronó campeón del torneo en dobles, donde junto con Matt Reid venció a Jonny O'Mara y Luke Bambridge en la final, que acabó 6-2, 4-6 y 10-8. Más tarde, tras jugar el Challenger de Vancouver, disputó la clasificación al Abierto de Estados Unidos y en su primer encuentro derrotó a Bernard Tomic en un 3-6, 6-0 y 6-3, aunque  no consiguió pasar a la fase final del Grand Slam.

## Torneos de Grand Slam

### Dobles

#### Victorias (1)
| Año  | Torneo               | Pareja       | Oponentes en la final     | Resultado |
| 2022 | Abierto de Australia | Nick Kyrgios | Matthew Ebden Max Purcell | 7-5, 6-4  |

## Títulos ATP (4; 1+3)

### Individual (1)
| Leyenda                         |
| Grand Slam (0)                  |
| ATP World Tour Finals (0)       |
| Juegos Olímpicos (0)            |
| ATP World Tour Masters 1000 (0) |
| ATP World Tour 500 (0)          |
| ATP World Tour 250 (1)          |

| N.° | Fecha               | Torneo      | Superficie | Oponente en la final | Resultado           |
| --- | ------------------- | ----------- | ---------- | -------------------- | ------------------- |
| 1.  | 15 de enero de 2022 | Adelaida II | Dura       | Arthur Rinderknech   | 6-7(6), 7-6(5), 6-3 |

#### Finalista (1)
| N.º | Fecha               | Torneo    | Superficie | Oponente en la final | Resultado     |
| --- | ------------------- | --------- | ---------- | -------------------- | ------------- |
| 1.  | 5 de agosto de 2017 | Los Cabos | Dura       | Sam Querrey          | 3-6, 6-3, 2-6 |

### Dobles (3)
| Leyenda                         |
| Grand Slam (1)                  |
| ATP World Tour Finals (0)       |
| Juegos Olímpicos (0)            |
| ATP World Tour Masters 1000 (0) |
| ATP World Tour 500 (0)          |
| ATP World Tour 250 (2)          |

| N.º | Fecha               | Torneo               | Superficie | Pareja          | Oponentes en la final     | Resultado   |
| --- | ------------------- | -------------------- | ---------- | --------------- | ------------------------- | ----------- |
| 1.  | 7 de enero de 2017  | Brisbane             | Dura       | Jordan Thompson | Gilles Müller Sam Querrey | 7-6(7), 6-4 |
| 2.  | 29 de enero de 2022 | Abierto de Australia | Dura       | Nick Kyrgios    | Matthew Ebden Max Purcell | 7-5, 6-4    |
| 3.  | 31 de julio de 2022 | Atlanta              | Dura       | Nick Kyrgios    | Jason Kubler John Peers   | 7-6(4), 7-5 |

#### Finalista (1)
| N.º | Fecha               | Torneo    | Superficie | Pareja       | Oponente en la final                      | Resultado |
| --- | ------------------- | --------- | ---------- | ------------ | ----------------------------------------- | --------- |
| 1.  | 4 de agosto de 2018 | Los Cabos | Dura       | Taylor Fritz | Marcelo Arévalo Miguel Ángel Reyes Varela | 4-6, 4-6  |

## Challengers y Futures

### Individuales
| Leyenda (Singles) |
| ----------------- |
| Challengers (7)   |
| Futures (1)       |

| N.º | Fecha      | Torneo                  | Superficie            | Oponentes en la final | Resultado        |
| --- | ---------- | ----------------------- | --------------------- | --------------------- | ---------------- |
| 1.  | 13.07.2014 | Canada F5               | Dura                  | Fritz Wolmarans       | 7–6(4), 7–6(3)   |
| 2.  | 17.05.2015 | Challenger de Burdeos   | Tierra batida         | Thiemo de Bakker      | 6-4, 1-6, 7-6(5) |
| 3.  | 12.08.2018 | Challenger de Aptos     | Dura                  | Lloyd Harris          | 6-2, 6-3         |
| 3.  | 28.10.2018 | Challenger de Las Vegas | Dura                  | Blaž Rola             | 6-4, 6-4         |
| 4.  | 22.05.2021 | Challenger de Biella-6  | Tierra batida         | Enzo Couacaud         | 6-3, 6-4         |
| 5.  | 19.02.2023 | Challenger de Manama    | Dura                  | Abedallah Shelbayh    | 6-1, 6-4         |
| 6.  | 14.04.2024 | Challenger de Sarasota  | Tierra batida (verde) | Zizou Bergs           | 6-3, 1-6, 6-0    |
| 7.  | 03.11.2024 | Challenger de Sidney    | Dura                  | Rinky Hijikata        | 6-1, 6-1         |

### Dobles
| N.º | Fecha      | Torneo                  | Superficie | Compañero         | Oponentes en la final         | Resultado      |
| --- | ---------- | ----------------------- | ---------- | ----------------- | ----------------------------- | -------------- |
| 1.  | 26.10.2013 | Challenger de Melbourne | Dura       | Benjamin Mitchell | Alex Perno Andrew Whittington | 6-3, 6-2       |
| 2.  | 05.07.2014 | Challenger de Winnetka  | Dura       | Denis Kudla       | Evan King Raymond Sarmiento   | 6-2, 7-6(4)    |
| 3.  | 13.08.2018 | Challenger de Aptos     | Dura       | Matt Reid         | Jonny O'Mara Luke Bambridge   | 6-2, 4-6, 10-8 |

## Finales de Grand Slam Junior

### Individuales
| Resultado | Año  | Torneo                    | Superficie | Rival        | Marcador      |
| --------- | ---- | ------------------------- | ---------- | ------------ | ------------- |
| Derrota   | 2013 | Abierto de Australia      | Dura       | Nick Kyrgios | 6-7, 3-6      |
| Derrota   | 2013 | Abierto de Estados Unidos | Dura       | Borna Ćorić  | 6-3, 3-6, 1-6 |

### Dobles
| Resultado | Año  | Torneo                  | Superficie | Compañero    | Rivales                          | Marcador |
| --------- | ---- | ----------------------- | ---------- | ------------ | -------------------------------- | -------- |
| Victoria  | 2013 | Campeonato de Wimbledon | Hierba     | Nick Kyrgios | Enzo Couacaud Stefano Napolitano | 6-2, 6-3 |

## Clasificación histórica
| Torneos de Grand Slam |              |              |              |     |              |              |              |              |              |              |              |        |       |   |
| Abierto de Australia | Q1           | 2R           | 2R           | A   | A            | 1R           | 1R           | A            | 2R           | 1R           | 2R           | 0 / 7  | 4–7   |   |
| Roland Garros | A            | Q3           | 3R           | A   | 1R           | Q2           | A            | A            | Q1           | 1R           | 3R           | 0 / 4  | 4–4   |   |
| Wimbledon | A            | A            | 1R           | A   | 1R           | Q3           | A            | NC           | Q1           | 2R           | Q1           | 0 / 3  | 1–3   |   |
| Abierto de Estados Unidos | A            | Q2           | 1R           | A   | 1R           | Q2           | 2R           | A            | Q2           | 1R           | 1R           | 0 / 5  | 1–5   |   |
| Ganado-Perdido | 0–0          | 1–1          | 3–4          | 0–0 | 0–3          | 0–1          | 1–2          | 0–0          | 1–1          | 1–4          | 3–3          | 0 / 19 | 10–19 |   |
| ATP World Tour Finals |              |              |              |     |              |              |              |              |              |              |              |        |       |   |
| ATP World Tour Finals | A            | A            | A            | A   | A            | A            | A            | A            | A            | A            | A            | 0 / 0  | 0–0   |   |
| Copa Davis |              |              |              |     |              |              |              |              |              |              |              |        |       |   |
| | A            | 1R           | SF           | A   | A            | A            | A            | A            | A            | F            |              | 0 / 3  | 4–6   |   |
| Juegos Olímpicos |              |              |              |     |              |              |              |              |              |              |              |        |       |   |
| | No Celebrado | No Celebrado | No Celebrado | 1R  | No Celebrado | No Celebrado | No Celebrado | No Celebrado | A            | No Celebrado | No Celebrado | 0 / 1  | 0–1   |   |
| ATP World Tour Masters 1000 |              |              |              |     |              |              |              |              |              |              |              |        |       |   |
| Indian Wells | A            | Q1           | 4R           | A   | A            | Q1           | A            | NC           | Q1           | 0 / 1        | 3–1          |        |       |   |
| Miami | A            | A            | 1R           | A   | A            | 3R           | A            | NC           | 2R           | 0 / 3        | 3–3          |        |       |   |
| Monte Carlo | A            | A            | A            | A   | A            | 1R           | A            | NC           | A            | 0 / 1        | 0–1          |        |       |   |
| Madrid | A            | A            | 1R           | A   | A            | A            | A            | NC           | A            | 0 / 1        | 0–1          |        |       |   |
| Roma | A            | A            | A            | A   | A            | A            | A            | A            | A            | 0 / 0        | 0–0          |        |       |   |
| Canadá | A            | 1R           | Q1           | A   | A            | A            | A            | NC           | A            | 0 / 1        | 0–1          |        |       |   |
| Cincinnati | A            | A            | 2R           | A   | A            | A            | A            | A            | A            | 0 / 1        | 1–1          |        |       |   |
| Shanghái | A            | 1R           | A            | A   | A            | A            | A            | No Celebrado | No Celebrado | 0 / 1        | 0–1          |        |       |   |
| París | A            | A            | A            | A   | A            | A            | A            | A            | A            | 0 / 0        | 0–0          |        |       |   |
| Ganado-Perdido | 0–0          | 0–2          | 4–4          | 0–0 | 0–0          | 2–2          | 0–0          | 0–0          | 1–1          | 0 / 9        | 7–9          |        |       |   |
| ATP International Series Gold / ATP World Tour 500 series |              |              |              |     |              |              |              |              |              |              |              |        |       |   |
| Ganado-Perdido | 0-0          | 0-0          | 1-2          | 0-0 | 1-1          | 1-1          | 0–0          | 0-0          | 0–0          | 0-1          | 0-0          | 0 / 5  | 3–5   |   |
| ATP International Series / ATP World Tour 250 series |              |              |              |     |              |              |              |              |              |              |              |        |       |   |
| Ganado-Perdido | 0–0          | 1–3          | 3–7          | 0–0 | 5-3          | 0–2          | 2–2          | 0-0          | 0-2          | 10–6         | 0-0          | 0 / 25 | 21-25 |   |
| Estadísticas |              |              |              |     |              |              |              |              |              |              |              |        |       |   |
| Títulos | 0            | 0            | 0            | 0   | 0            | 0            | 0            | 0            | 0            | 1            | 0            | 0      | 0     | 0 |
| Total G-P | 0–0          | 2–7          | 13-19        | 0–1 | 6-7          | 3-6          | 3-3          | 0-0          | 2-4          | 17–17        | 4-2          | 0 / 66 | 50-66 |   |
| Leyenda: G: Torneo ganado; F: Finalista; SF: Semifinalista; CF: Cuartos de final; R: Rondas previas; PO: Repesca; A: Ausente; G-P:Ganados-Perdidos; NC: No Celebrado. |              |              |              |     |              |              |              |              |              |              |              |        |       |   |

## Ranking ATP al finalizar una temporada
Variaciones en el ranking ATP al finalizar la temporada.
| Año                     | 2011 | 2012 | 2013 | 2014 | 2015 | 2016 | 2017 | 2018 | 2019 | 2020 | 2021 | 2022 |
| Ranking en individuales | 1627 | 750  | 621  | 150  | 80   | 1031 | 209  | 146  | 200  | 260  | 171  | 93   |